# Massimo Crispi
Massimo Crispi (Palermo, ...) è un tenore italiano.
La sua voce è di tenore lirico spinto con sfumature baritonali; ha però debuttato come baritono, nel ruolo del Celebrante nella prima esecuzione italiana di Mass di Leonard Bernstein, a Milano, "Musica nel nostro tempo 1992". 
Il suo repertorio principale è la musica vocale da camera e la musica sinfonica e oratoriale (vincitore del Concorso Nazionale di Musica Vocale da Camera di Conegliano 2002). Tra i suoi recital: Giardini In-cantati, I Fantasmi dell'Opera, L'Europa Galante, Ritratti di Signore, La musique retrouvée. Una sua caratteristica è quella di presentare il repertorio vocale nella varietà di accostamenti insoliti, ma con uno o più fili conduttori. 
Ha fatto parte di formazioni cameristiche, eseguendo repertorio barocco e classico.

Insieme al pianista Antonio Ballista (dal 2007 sostituito da Marco Rapetti) ha formato nel 1996 il "Duo Enfants Terribles", producendo recital tematici, talvolta nelle messe in scena del regista Stefano Masi (per es. il concerto "L'aurora di bianco vestita", 2007.

Colla pianista Angéline Pondepeyre forma invece il "Duo Chiaro&Scuro", privilegiando il repertorio vocale da camera francese.
Massimo Crispi ha anche scritto il libro "Il primo fu Odisseo" (edizioni Vallardi-Fuorithema, 2000).